# 90式多連装ロケット砲
90式多連装ロケット砲は、中華人民共和国が開発した多連装ロケット砲である。

## 概要
鉄馬XCｰ2030 6輪トラックの車体に、ロシアのBM-21を基に開発した40連装122mmロケット発射機を載せたもの。 
発射機は車体の後ろに全周旋回式に載り、その前にはチェコスロバキアのRM-70を参考にしたとみられる完全自動の次発装填装置がある。これによりわずか3分で再装填が完了し、また荷台部分全体を覆う蛇腹状の折畳幌が付いており、移動時には伸ばしてトラックに偽装できる。

## 運用国
- 中華人民共和国 - 2024年時点で、中国人民解放軍陸軍が81式と90式を合わせて200両保有[2]。
- インドネシア - 2024年時点で、インドネシア海兵隊が4両のPHL-90Bを保有[3]。
- ペルー - 2024年時点で、ペルー陸軍が27両の90B式を保有[4]。